# Władysław Bortnowski
Władysław Bortnowski (12 tháng 11 năm 1891 - 21 tháng 11 năm 1966) là một nhà sử học người Ba Lan, chỉ huy quân sự và là một trong những tướng lĩnh cấp cao nhất của Quân đội Ba Lan. Ông nổi tiếng nhất với vai trò chỉ huy Quân đội Pomorze trong trận Bzura trong cuộc xâm lược Ba Lan năm 1939. Ông cũng được chú ý với vai trò là chủ tịch của Viện Józef Piłsudski của Mỹ từ năm 1961 đến năm 1962.

## Tiểu sử
Bortnowski sinh ngày 12 tháng 11 năm 1891 tại Radom. Sau khi tốt nghiệp tại Zhytomir, ông đăng ký vào Đại học Moscow với tư cách là một sinh viên y khoa, sau đó chuyển tiếp đến Đại học Jagiellonian ở Kraków.Từ năm 1908, ông là thành viên của Liên minh đấu tranh tích cực. Sau khi chiến tranh bùng nổ, Bortnowski gián đoạn việc học cao hơn của mình và gia nhập Quân đoàn Ba Lan, nơi ông chỉ huy một trung đội trong hàng ngũ của Trung đoàn Bộ binh 1. Tiếp theo, với chức vụ thiếu úy, ông chỉ huy một đại đội thuộc Trung đoàn 5 Bộ binh, sau đó là phụ tá Trung đoàn 7 Bộ binh thuộc Lữ đoàn 1. Vào ngày lễ Giáng sinh năm 1914, Bortnowski bị thương trong trận chiến Łowczówek. Sau các sự kiện của Cuộc khủng hoảng vào năm 1917, ông bị bắt và bị giam giữ tại trại tù binh Fort Beniaminów ở Beniaminów từ tháng 7 năm 1917 cho đến khi được trả tự do vào tháng 4 năm 1918. Từ khi được thả khỏi Beniaminów đến tháng 10 năm 1918, Bortnowski đóng vai trò chỉ huy quân đội khu vực Kraków của Tổ chức Quân sự Ba Lan.
Từ ngày 30 tháng 11 năm 1954, ông là Ủy viên Hội đồng của Viện Józef Piłsudski ở Mỹ, và từ ngày 19 tháng 6 năm 1955, ông là Phó Viện trưởng. Ông mất ngày 21 tháng 11 năm 1966 tại Glen Cove. Tang lễ được tổ chức vào ngày 26 tháng 11 năm 1966 tại nghĩa trang ở Doylestown (Pennsylvania), nơi ông được chôn cất trên Đại lộ Công đức. Phần mộ biểu tượng của ông được đặt tại Nghĩa trang Powązki ở Warsaw (phần E-1 / 8,9).

## Chiến tranh Ba Lan-Ukraina và Chiến tranh Ba Lan-Liên Xô
Vào ngày 31 tháng 10 năm 1918, Trung tá Bortnowski gia nhập Quân đội Ba Lan sau khi Ba Lan giành lại độc lập vào cuối Thế chiến thứ nhất. Ban đầu, ông chỉ huy một đại đội thuộc Trung đoàn 5 Bộ binh, và sau đó được thăng cấp chỉ huy một tiểu đoàn thuộc Trung đoàn 5 Bộ binh. Vào tháng 11 năm 1918, ông tham gia vào Cuộc vây hãm Przemyśl và Lwów. Từ tháng 5 năm 1919, Bortnowski làm Trợ giảng trong những khóa đầu tiên sau chiến tranh tại Trường Quân đội của Bộ Tổng tham mưu thuộc Trường Cao đẳng Quân đội ở Warsaw.
Khi Chiến tranh Ba Lan - Liên Xô bắt đầu, Bortnowski vẫn tiếp tục công việc giảng dạy của mình ở Warsaw cho đến tháng 12 năm 1919. Từ ngày 10 tháng 10 năm 1919, ông phục vụ như một sĩ quan của Sư đoàn Bộ binh Quân đoàn số 1 Ba Lan. Tiếp đó, ông giữ chức vụ Chỉ huy trưởng Chi nhánh Nhóm Tác chiến số 3 do Tướng Edward Rydz-Śmigły chỉ huy. 

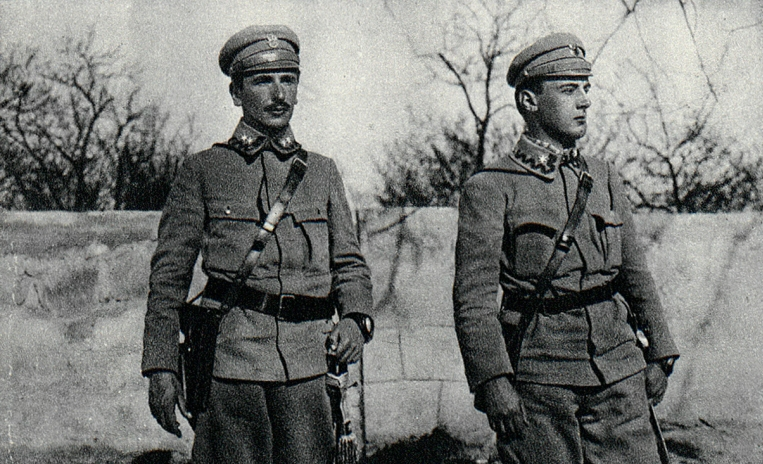
Legioniści Sawicki và W. Bortnowski

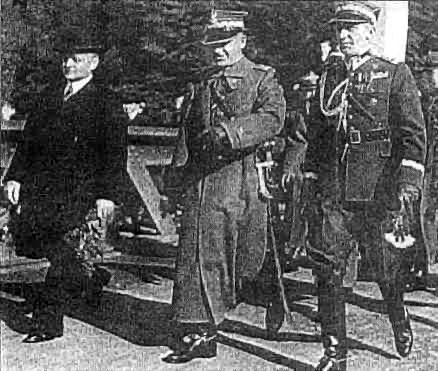
Nguyên soái Ba Lan E. Rydz-Śmigły và Tướng Wł. Bortnowski ở Český Těąín, ngày 12 tháng 10 năm 1938.

## Thời kỳ giữa các cuộc chiến
Ngày 1 tháng 11 năm 1920, ông bắt đầu học tại Trường Quân sự Cao cấp ở Paris. Sau khi trở về Ba Lan, tháng 9 năm 1922, ông đảm nhiệm chức vụ Sĩ quan Tham mưu Quân đội số 1 ở Vilnius. Ngày 15 tháng 8 năm 1924, ông được thăng quân hàm đại tá và tháng 10 năm sau, ông trở thành sĩ quan chỉ huy của Trung đoàn bộ binh 37 đóng tại Kutno. Sau cuộc đảo chính tháng 5 năm 1926, ông giữ chức vụ Trưởng phòng 3 của Bộ Tổng tham mưu quân đội trong hai tháng bắt đầu từ tháng 11. Tháng 2 năm 1928, ông được bổ nhiệm làm tư lệnh Sư đoàn bộ binh 26 tại Skierniewice .  Từ tháng 6 năm 1930, ông được chuyển đến Poznań, nơi ông được bổ nhiệm làm Tư lệnh Sư đoàn 14 Bộ binh. Tháng 10 năm 1930, được bổ nhiệm làm sĩ quan cho Thanh tra quân đội ở Toruń. Ngày 1 tháng 11 năm 1931, ông nắm quyền chỉ huy Sư đoàn bộ binh số 3 đóng tại Zamość, một trong những đơn vị danh tiếng nhất của Quân đội Ba Lan.
Ngày 1 tháng 1 năm 1932, Bortnowski được Tổng thống Ignacy Mościcki thăng quân hàm Thượng tướng.  Bắt đầu từ ngày 12 tháng 10 năm 1935, ông giữ chức vụ Tổng Thanh tra Các Lực lượng Vũ trang tại Toruń. Vào mùa thu năm 1938, Bortnowski nắm quyền chỉ huy Nhóm hoạt động độc lập Silesia tham gia vào việc chiếm đóng lãnh thổ Tiệp Khắc do Hiệp định Munich. Sự nổi tiếng của Bortnowski sau khi ông xâm lược và chiếm đóng thành công Zaolzie tại Ba Lan lớn đến mức ông được lên kế hoạch thay thế Thống chế Edward Rydz-Śmigły với tư cách là tổng tư lệnh khi người này tranh cử tổng thống trong cuộc bầu cử năm 1940.
Trước khi Chiến dịch tháng 9 bùng nổ vào tháng 9 năm 1939, Bortnowski được thăng cấp tướng vào ngày 1 tháng 3 năm 1939, và trở thành sĩ quan chỉ huy của Quân đội Pomeranian.

## Chiến dịch Tháng 9
Trong Chiến dịch tháng 9, còn được gọi là Chiến tranh Phòng thủ Ba Lan, Bortnowski chỉ huy Quân đội Pomeranian. Bị quân đội Đức Quốc xã bao vây từ hai phía, Quân đội Pomeranian đã buộc phải đánh một số trận đẫm máu trong khi phải rút lui về phía nam về phía Poznań và Warsaw.
Vào ngày 9 tháng 9, Bortnowski điều động Quân đội Pomeranian dưới sự chỉ huy của Quân đội Poznań do Tướng Tadeusz Kutrzeba chỉ huy. Tiếp theo, lực lượng của Quân đội Pomeranian và Poznań tham gia Trận chiến Bzura. Vào ngày 14 tháng 9, ông quyết định rút lực lượng của mình về bờ bắc sông Bzura, dẫn đến cuộc rút lui chung của cả hai đạo quân về phía Warsaw. Vào ngày 21 tháng 9, Borntowski bị quân Đức bắt và giam giữ làm tù binh.

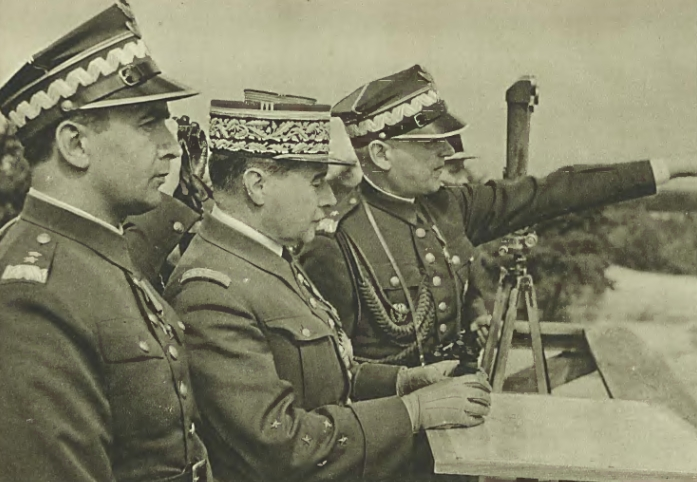
Bộ trưởng Bộ Quân sự Thiếu tướng Tadeusz Kasprzycki (bên trái), Tham mưu trưởng Lục quân Pháp Maurice Gamelin (ở giữa) và tướng lĩnh làm việc tại Tổng Thanh tra Các Lực lượng Vũ trang đóng tại Toruń, cùng với tướng Władysław Bortnowski tại sân tập ở Rembertów

## Giải thưởng
- Chữ thập bạc của Dòng đức hạnh Militari số 4753 (1921) [5]
- Chữ thập của Chỉ huy với Ngôi sao của Trật tự Polonia Restituta (10 tháng 11 năm 1938)
- Commander Cross of the Order of Polonia Restituta (11 tháng 11 năm 1936) [5]
- Chữ thập độc lập (ngày 20 tháng 1 năm 1931) [5]
- Chữ thập của Sĩ quan của Trật tự Polonia Restituta (1925) [5]
- Cross of Valor (bốn lần, lần thứ nhất, thứ hai và thứ ba vào năm 1922) [5]
- Chữ Thập Vàng Bằng Công Đức (ngày 17 tháng 3 năm 1930) [5]
- Bằng khen của Quân đội Trung ương Litva (1926)
- Huân chương Kỷ niệm Chiến tranh 1918-1921 [5]
- Huân chương của Thập kỷ giành lại độc lập [5]
- Huy hiệu vàng danh dự của Liên đoàn Phòng không và Khí đốt cấp độ 1
- Huy hiệu kỷ niệm của Tổng thanh tra các lực lượng vũ trang (ngày 12 tháng 5 năm 1936)
- Chỉ huy của Huân chương Bắc đẩu Bội tinh (Pháp) [5]
- Chỉ huy của Order of the Star of Romania (Romania, giấy phép năm 1929)
- Lệnh của lớp Bearbuster III số 1904 (Latvia, 1922) [5][6][7]
- Sĩ quan của Lệnh Leopold (Bỉ) [5][6]
- Huân chương Kỷ niệm 10 năm Chiến tranh Độc lập (Latvia) [5][8]